# Dendrochilum tetradactyliferum
Dendrochilum tetradactyliferum är en orkidéart som beskrevs av Henrik Aerenlund Pedersen. Dendrochilum tetradactyliferum ingår i släktet Dendrochilum och familjen orkidéer. Inga underarter finns listade i Catalogue of Life.